# 姑妹歌
姑妹歌是中国中山市大沙田区和水上人家的群众在劳作之余自娱自乐，寻找伴侣和办喜事时唱的一种民歌，它和中山市另外两种民歌咸水歌、高棠歌不同的地方是以咏叹调和叹情为主旋，哭着而歌，所以也用来在办丧时哭丧。